# روجر ماچادو مارکز
روجر ماچادو مارکز (به پرتغالی: Roger Machado Marques) مدافع اهل برزیل است که در شهر پورتو الگره و در تاریخ ۲۵ آوریل ۱۹۷۵ به دنیا آمده‌است.
روجر ماچادو مارکز در تیم‌های فوتبال Grêmio سابقهٔ حضور دارد.